# Rumanowy Staw
Rumanowy Staw (słow. Rumanovo pleso, niem. Rumansee, węg. Ruman-tó) – staw położony na wysokości 2090 m n.p.m., w Dolince Rumanowej (boczna odnoga Doliny Złomisk), w słowackich Tatrach Wysokich. Pomiary pracowników TANAP-u z lat 60. XX w. wykazują, że ma on powierzchnię 0,248 ha i wymiary 70 × 48 m. Jest to największy staw w Dolince Rumanowej (dużo większy od pozostałych dwóch), położony w otoczeniu surowego, wysokogórskiego krajobrazu. Nie prowadzi do niego żaden znakowany szlak turystyczny.
Nazwa stawu i doliny (oraz innych obiektów w okolicy) upamiętnia przewodnika górskiego Jána Rumana Driečnego młodszego.